# Jurij Perevuznik
Jurij Perevuznik, také uváděn jako Jurij Perevuznyk (ukrajinsky Юрій Юрійович Перевузник) (1903 Seredné – 17. září 1966 Praha) byl rusínská veřejná a politická osobnost, ministr vnitra Karpatské Ukrajiny, jeden z organizátorů ukrajinského křídla československé agrární strany.

## Život
Jeho otec v roce 1912 odjel do Spojených států amerických, kde pracoval jako dělník; jeho matka zemřela. Jurij Perevuznik proto skončil v dětské internátní škole, kde žil a studoval až do roku 1925. Poté se vrátil do vlasti. V letech 1925 až 1926 vykonával vojenskou službu v československé armádě. Vystudoval Právnickou fakultu Univerzity Karlovy v Praze a pak působil jako advokát v Mukačevu. Až do roku 1932 byl stážistou v různých soudních institucích regionu. Poté působil jako soudce užhorodského a chustského okresu. Do roku 1932 byl členem agrární strany.
Byl jedním ze zakladatelů a vůdčích osobností ukrajinské sekce československé agrární strany, která byla organizována kolem novin „Земля і Воля“ (vycházely v letech 1934–1938; redaktor Štefan Kločurak). 8. března 1939 stál v čele politické organizace Zakarpatských Ukrajinců – Ukrajinského národního sdružení ( ukrajinsky Українське національне об'єднання).
Po oficiálním vyhlášení nezávislosti Karpatské Ukrajiny dne 15. března 1939 byl ministrem vnitra ve vládě Júlia Révaye. Se začátkem okupace Karpatské Ukrajiny emigroval (spolu s dalšími zakarpatskými politiky v čele s prezidentem Karpatské Ukrajiny Augustinem Vološinem) přes Rumunsko, Jugoslávii do Prahy, která byla obsazena německými vojsky. Od té doby působil v Praze v justičních orgánech. V roce 1945 byl zatčen sovětskými zvláštními službami a odvezen do Sovětského svazu. Po propuštění žil v Praze, kde 17. září 1966 zemřel. Dne 26. března 1990 byl posmrtně rehabilitován.